# Rita El Khayat
Rita Ghita El Khayat, née à Rabat au Maroc, est une psychiatre, anthropologue et écrivaine maroco-italienne.

## Biographie
Rita Ghita El Khayat, orientée d'abord vers des études de Lettres françaises classiques et Philosophie, étudie la médecine à Rabat, commence la psychiatrie à Casablanca, se spécialise en Médecine du Travail (Université de Bordeaux)   et termine ses études de spécialités médicales de Psychiatrie et de Médecine Aéronautique à Paris.
Pendant ses études, elle a été active en tant qu'animatrice de radio et de télévision et artiste de cinéma. En 1999, elle fonde l'"Association Aïni Bennaï pour la culture et le loisir" afin d'élargir la culture au Maroc et au Maghreb : elle a ainsi offert 27 fonds de bibliothèque ou bibliothèque (notamment dans un collège de Rahma à Casablanca). Ses œuvres portent notamment sur la place de la femme au Maghreb, dans le monde arabe et islamique, puis sa pensée investit de plus en plus le féminin, avec une orientation universaliste, par exemple dans "Le complexe de Médée" publié uniquement en italien et en allemand . Elle analyse aussi les approches psychiatriques au Maghreb, à la confluence des conceptions et des pratiques scientifiques et religieuses traditionnelles, et de la psychiatrie développée dans les pays occidentaux. Le 15 février 1997, elle perd sa fille unique, et consacre quelques années plus tard un ouvrage à ce drame, Le désenfantement, publié en 2002, pour exorciser sa douleur.
Elle a été membre du conseil d’administration du Festival international du film de Marrakech (FIFM), et du jury en 2008, de son lancement en 2001/2002 jusqu'en 2008, puis première présidente femme de la commission du Fonds d’aide à la production cinématographique, en 2011, 2020 et 2021-2022. Elle continue en free-lance dans le domaine du cinéma, comme, par exemple, en 2024, présidente du Jury long métrage du 11ème Festival international du Film de Mascate-Sultanat d'Oman ; elle a par ailleurs une activité d'éditrice comme directrice des Editions Aïni Bennaï, dont la devise est « un livre, un ami », du nom de l'émission radiophonique littéraire animée tous les jours sur les ondes de la radio nationale SNRT/Rabat/Maroc de 2008 à 2016. En 2025, le Comité fondateur d'Emergences Littéraires et Artistiques lui attribue le titre de "Trésor Vivant du Patrimoine Universel".

## Production littéraire
Rita produit plus de 350 articles et plus de 40 livres (romans, nouvelles, essais, poésie, correspondance).
- Le Monde Arabe au Féminin, Essai, L’Harmattan, Paris, 1985, 1986, 1988: 3 éditions,
- Le Maghreb des Femmes, Essai, revu, augmenté, corrigé, (réédité Marsam, Rabat, 2001, 1re édition, Eddif, Casablanca, 1992, épuisé
- Le Somptueux Maroc des Femmes, Essai, illustré par  J-G. Mantel, (réédité Marsam, Rabat, 2002) ; 1re édition, Ed. Dedico, Salé, 1994, épuisé
- Une Psychiatrie Moderne pour le Maghreb, Essai, L’Harmattan, Paris, 1994,
- Les Sept Jardins, Nouvelles, Collection « Écritures Arabes », L’Harmattan, Paris, 1995,
- Livre sous pseudonyme, 1994
- Le Livre des Prénoms du Monde Arabe, Éditions Aïni Bennaï, Casablanca, 2004, 5e édition
- Le Livre des Prénoms, les Prénoms du Livre, 6e édition, éditeur, Lyon, 2007, France
- Casablanca, essai, Eddif, Casablanca, 2000
- Le Désenfantement, Récit, Ed. Aïni Bennaï, Casablanca, septembre 2002
- Le Sein, Nouvelles et Textes, Ed. Aïni Bennaï, Casablanca, octobre 2002
- La Donna nel mondo arabo, essai paru en italien, Jaca Book WIDE, collection Un’enciclopedia EDM del Mediterraneo, Milan, 2003
- Métissages Culturels, avec, Essai, Collection Humanités, Ed. Aïni Bennaï, Casablanca, février 2003
- Les Femmes Arabes, Essai, Ed. Aïni Bennaï, Casablanca, décembre 2004 - Traduit en anglais, Malte, MISEA Books Limited, 2005 - En arabe, Alger, Editions Zyriab - En espagnol « La mujer en el mundo arabe », eds CIDOB, Barcelone, 2004
- Les Arabes riches de Marbella, Roman, Editions Aïni Bennaï, Casablanca, 2004
- L’Œil du Paon, Recueil de Poèmes, 1977-2002, Editions Aïni Bennaï, Casablanca, 2004
- Le livre des prénoms du Maghreb et du Moyen-Orient, 5e édition revue, augmentée et corrigée, Editions Aïni Bennaï, Casablanca, 2006
- Psychiatrie, Culture et Politique, Essai, avec Editions Aïni Bennaï, Casablanca, mars 2005
- Correspondance ouverte, avec Abdelkébir Khatibi, Marsam, Rabat, février 2005, traduit en italien, sous le titre : -Le Lettre, un scambio molto particolare, Zane editrice, Lecce, Italie, 2006
- Open Correspondance, traduction en anglais (USA) paru en 2010, UNO, Nouvelle-Orléans, USA
- Réflexions à Beyrouth, QUESTIONS ARABES, essai, Tome III, Editions Aïni Bennaï, Casablanca, 2005
- La Nonagénaire, ses chèvres et l’îlot de Leïla, Recueil de Nouvelles, Editions Aïni Bennaï, Casablanca, 2007, avec le soutien du Ministère de la Culture
- La Liaison, Roman, Précédemment publié sous le pseudonyme  Lyne Tywa, L’Harmattan, Paris, 1995, Editions Aïni Bennaï, Casablanca, 2006, traduit en italien
- Il Legame, Traduction de « La Liaison » en italien, Baldini,Castoldi, Dalai, Rome, 2007
- Les Bonnes de Paris, Essai sur l’émigration des femmes maghrébines », Editions Aïni Bennaï, Casablanca, novembre 2006
- Réflexions sur les femmes, Essai, Tome I, Editions Aïni Bennaï, Casablanca, 2007, avec le soutien du Ministère de la Culture
- Réflexions, essai, Tome II, Réflexions de femme, Editions Aïni Bennaï, Casablanca, 2007, avec le soutien du Ministère de la Culture
- Casablanca, ma Ville, Folio, illustré, Collection « Offrande », Marsam, Rabat, décembre 2006
- Les Bonnes de Paris, Essai sur l’émigration des femmes maghrébines, Paris, avril 2008
- Il Complesso di Medea, Madri mediterranee, L’Ancora del Mediterraneo, décembre 2006, Napoli, Italia
- Wenn sie Mütter werden, Medea und die Frauen Mittelmeeres, traduction en allemand, Verlag, Berlin, 2009
- Georges Devereux, Il mio Maestro, Armando Editore, Roma,Italia février 2008, Prix Francesco Alzatore, octobre 2008, Sardaine, Italie
- Ennissa’ aanda el arab, LES FEMMES ARABES, (arabe), 2008, Editions Aïni Bennaï, Casablanca
- Lettera aperta al’Odccidente, Avegliano Editore, Roma 2008
- Le fastueux Maroc des Traditions et des coutumes, paru en décembre 2008, Beau-livre, collection « le bel ouvrage du temps »  Casablanca, Editions Aïni Bennaï, -Traduit en italien : Il fastoso Marocco
- FBE, Milan, Italie, 2010
- La femme artiste dans le monde arabe, Ed. de Broca, Paris, mai 2011
- Je suis tombée entre les mains des Français, Lettre ouverte à l’Occident, Ed. La main sur l’épaule, Bruxelles, mars 2011
- Les poètes andalous, recueil de poèmes, collection poésie ouverte sur le monde
- L’arbre à paroles, Bruxelles, Belgique mars 2011
- L’acqua è lo sguardo della terra – L’acqua elemento di pace – Tracce Edizioni, Pescara, mai 2011 (Prix international Eugenia Tantucci, décembre 2013)
- Une vision du maroc de la première partie du XXe siècle et un trésor à découvrir, Texte in livre collectif « Un demi-siècle de photographies au Maroc par Flandrin, 1907-1957 », Edition Collection Fondation Banque Populaire, Casablanca, novembre 2012
- Donne e violenza, Femmes & violence, éd. La Lantana, Rome, 2013
- Le monde arabe au féminin, 1985
- Les sept jardins, 1995
- Le Maghreb des femmes, 2001
- Le somptueux Maroc des femmes, 2002
- THE AFFAIR, Novel, [Romans et nouvelles], L'Harmattan, 2018
- PSYCHIATRIE, CULTURE ET POLITIQUE, [Psychologie et psychanalyse / Anthropologie et ethnologie], L'Harmattan, 2019
- LE MAROC DES TRADITIONS ET DES COUTUMES, [Anthropologie et ethnologie], L'Harmattan, 2021
- LE LIVRE DES PRÉNOMS DU MONDE ARABE ET MUSULMAN, [Dictionnaires et lexiques], L'Harmattan, 2021
- LES VIOLENCES TRADITIONNELLES CONTRE LES FEMMES, [Femmes et société], L'Harmattan, 2022
- LES FILLES DE SHÉHÉRAZADE, Essai sur les femmes arabes, [Femmes et société / Religion et cultures de l'Islam / Anthropologie et ethnologie], L'Harmattan, 2023

-DIVERSITES ET METISSAGES CULTURELS, Editions Européennes Universitaires, EUE, mai 2018,  (ISBN 978-613-8-40270-1)
-LE FIGLIE DI SHEHERAZAD, Le donne arabe, Jaca Book, Milan, 7 septembre 2019
-RABAT, MON AMOUR, Editions Ribat El Fath, Rabat, juin 2022
-LA BEAUTE DES VIEILLES FEMMES, Amour et sexualité des femmes âgées, Essai, L’Harmattan, (avril 2024), Paris
-LO SCHIAFFO, La memoria di una donna araba tra colonialismo e resistenza, Saggio,  Mediter Italia Edizioni, Italia, 2024 (Edition bilingue français-italien)
SOUS PRESSES :
-L’EGORGEMENT DES PIGEONS, Roman (paraitra simultanément en arabe et en français)
-LES FLEURS ET LES FEUILLES DE LA VIE, Recueil de poésie
-CINEMA.S, Essai
PUBLICATIONS EN ITALIEN
-2002 pubblica in Italia ‘La Donna nel mondo Arabo”, JacaBook (EDM), Milano 
-2006 pubblica il suo Epistolario con Abdelkébir Khatibi: "LE LETTERE: uno scambio molto particolare”. (ZANE Editrice, Lecce). Ottima critica ‘locale’ in quanto unico epistolario tra un uomo e una donna mai pubblicato nel mondo arabo e aggiudicazione del Premio 'UNA CAMPANA PER LA PACE' 2007 (Maiori). Verrà ristampato e lanciato nelle librerie nella primavera 2013
-2006 pubblicazione de "Il Complesso di Medea: le madri mediterranee", L’ANCORA DEL MEDITERRANEO, Napoli, (Anche pubblicato in Germania)
-2007 pubblicazione del romanzo 'IL LEGAME' – BALDINI CASTOLDI DALAI. Già prima di uscire il testo ha riscosso uno speciale interesse. La rivista "PerMe" ha dedicato una intervista a Rita El Khayat su temi relativi al suo lavoro di psichiatra. 'FLAIR' ha pubblicato una lunga intervista sul suo primo romanzo apparso in Italia. ‘VENERDI' e “D-donna” di Repubblica le hanno dedicato ampio spazio, così come L’UNITA’ le ha dedicato un’intera pagina dal titolo “Rita, una Rosa contro il Terrorismo”

-2007 "Rita El Khayat: Fra testimonianza e realtà. Donne arabe, cultura, formazione e percorsi di identità", curato dalla Prof.ssa Aureliana Alberici – ANICIA Editore (Atti del Convegno tenuto nel 2006 intorno alla figura di Rita El Khayat e poi adottato in facoltà)

### -2007 “GEORGES DEVEREUX – Il Mio Maestro” - ARMANDO Editore, Roma. Premio Francesco Alzatore, Cagliari, Sardigna, 2008
-2008 “Rita El Khayat, N-èmica - Lettera aperta all’Occidente”, AVAGLIANO Editore, Roma
-2009 “CITTADINE DEL MEDITERRANEO – Il Marocco delle Donne” con prefazione di Emma Bonino, Castelvecchi Editore, Roma
-2010: “IL FASTOSO MAROCCO DEI COSTUMI E DELLE TRADIZIONI” FBE Edizioni, Milano
-2011 ‘L’Acqua è lo sguardo della Terra’, con prefazione di Tara Gandhi (nipote del Mahatma Gandhi anche amica di Rita El Khayat), Edizioni TRACCE, Premio Eugenia Tantucci, Roma, 10 dicembre 2013
-2013 “Lettere da Casablanca”, (Lantana Editore), Roma
-2014 “AÏNI AMORE MIO, LA DEFIGLIAZIONE”, Di Felice Edizioni, Collana Gli occhi del Pavone, Matinsicuro (Italia)
1)                   Assegnazione Premio Speciale da parte del Premio Nazionale di Letteratura Naturalistica “Parco Majella” XVII Edizione – Anno 2014 (Abbateggio, Italia ).
2)                   Premio Città di Roccamorice 2014 - Sezione NARRATIVA NAZIONALE: "Rita EL  KHAYAT, “Aïni, Amore mio LA DEFIGLIAZIONE” (Di Felice Edizioni, Martinsicuro, Italia)
-Ha anche scritto numerose prefazioni ad importanti Libri, tra cui la versione in francese del libro di Umberto Veronesi dal titolo “Dell’Amore e del Dolore delle Donne”, EINAUDI, 2010
2019-LE FIGLIE DI SHEHERAZAD, Le donne arabe, Jaca Book, Milano, Italia
2024-« LA BELLEZZA DELLE DONNE ANZIANE, Amore e sessualità nelle donne mature », La Valle del Tempo, Napoli, Italia, (décembre 2024)
2024--LO SCHIAFFO, La memoria di una donna araba tra colonialismo e resistenza, Saggio,  Mediter Italia Edizioni, Italia, 2024 (Edizione bilingue francese-italiano)